# Wilhelm Dodenhoff
Wilhelm J. Dodenhoff (* 10. Januar 1920 in Sottrum; † 3. Juli 2022 in Berlin) war ein deutscher Jurist.

## Werdegang
Dodenhoff studierte Rechtswissenschaften an der Universität Hamburg und der Vanderbilt University in Nashville (Tennessee). Im Oktober 1952 legte er an der Rechts- und staatswissenschaftlichen Fakultät der Universität Hamburg seine Promotionsschrift vor. Von 1963 bis 1987 war er Richter am Bundesverwaltungsgericht in Berlin, dabei von 1975 an als Vorsitzender Richter. Von 1967 bis 1995 war er außerdem Mitglied und des Staatsgerichtshofs der Freien Hansestadt Bremen und ab 1983 dessen Stellvertretender Präsident. 1973 wurde er von der Freien Universität Berlin zum Honorarprofessor ernannt. Bis zu seinem 80. Geburtstag war er noch als Gutachter tätig.
Dodenhoff verstarb 102-jährig im Juli 2022 in Berlin. Die Juristin Karin Aust-Dodenhoff ist eines seiner Kinder.

## Ehrungen
- 1987: Großes Verdienstkreuz der Bundesrepublik Deutschland

## Veröffentlichungen
- 1970: Stiftungen als Impulse für gesellschaftliche Neuordnungen (Mitherausgeber)
- 1971: Verhalten der Gesellschaft zum Verbrechen und zur Strafe (Mitherausgeber)
- Rechtsprechung des Bundesverwaltungsgerichts, 12 Bände (Mitherausgeber)